# Anse Chastenet
Anse Chastanet (französisch für „Kleine Bucht von Chastenet“, möglicherweise nach dem frz. Familiennamen) ist eine kleine Bucht mit schwarzem Sand auf der Westindischen Insel St. Lucia in der Karibik.
Der Strand liegt im Südwesten der Insel auf einem der westlichsten Landzipfel, nordwestlich vom Ort Soufrière. Dort befindet sich auch ein Hotel, das nach dem Strand benannt ist.
In geringer Entfernung liegt der noch kleinere Strand Anse Mamin, der durch einen Wanderweg oder mit dem Boot zu erreichen ist.